# جان روگان
جان ویلیام روگان (زاده ۱۶ فوریه ۱۸۶۵ – درگذشته ۱۲ سپتامبر ۱۹۰۵) با ۲۶۷ سانتی‌متر، بلندقدترین انسان تاریخ پس از رابرت وادلو بود.

## زندگی‌نامه
جان روگان در ۱۶ فوریه ۱۸۶۵ در هندرسون ویل، تنسی در ایالات متحده آمریکا متولد شد. او چهارمین فرزند برده سابق ویلیام روگان بود. جان در ۱۳ سالگی به‌دلیل ابتلا به غول‌پیکری شروع به رشد بسیار سریع کرد.